# شهرستان فرانکلین (نیویورک)
شهرستان فرانکلین (به انگلیسی: Franklin) واقع در ایالت نیویورک است. جمعیت این شهرستان بر اساس سرشماری سال ۲۰۱۰ آمریکا ۵۱۵۹۹ نفر گزارش شده است. مرکز شهرستان فرانکلین روستای مالون است.این شهرستان در سال ۱۸۰۸ بنیانگذاری شده است. این شهرستان به افتخار بنجامین فرانکلین پدر قانون اساسی ایالات متحده آمریکا فرانکلین نام گرفته است.